# 練習船13号型
練習船13号型（英語: YTE-13 class yard Training Education）は、海上自衛隊の第2種支援船。公称船型は170トン型練習船。
主な主要任務は第1術科学校と幹部候補生学校学生のための基礎的な艦船の操艦及び艦位測定、入出港等の航海実習であり、いずれも第1術科学校に配備されている。
兵装の運用に習熟するために通常の艦艇を転用するかそれに準ずる装備を有する艦である練習艦とは異なり、航海術を習得し艦船の乗組員を涵養する航海練習船として保有・運用されているものである。
そのため、船内における航海、信号、通信、電測等に関わる機器や運用は通常の護衛艦等のものと同等となっている。

## 同型船一覧
練習船13号は練習船11号の後継として平成12年度計画練習船として就役した。
練習船14号は練習船12号の後継として中期防衛力整備計画における平成26年度計画練習船として6億8950万円が計上され、就役した。
| 船記号/番号 （計画年度）  | 船名       | 造船所   | 起工   | 進水            | 竣工            |
| ------------------------- | ---------- | -------- | ------ | --------------- | --------------- |
| YTE-13 （平成12年度計画） | 練習船13号 | 新潟鐵工 | 2001年 | 2002年 1月      | 2002年 3月20日  |
| YTE-14 （平成26年度計画） | 練習船14号 | 中谷造船 | 2015年 | 2015年 12月15日 | 2015年 12月15日 |